# ليونا باومغارتنر
ليونا باومغارتنر (بالإنجليزية: Leona Baumgartner)‏ هي مُدرسة أمريكية، ولدت في 18 أغسطس 1902 في شيكاغو في الولايات المتحدة، وتوفيت في 15 يناير 1991 في ماساتشوستس في الولايات المتحدة.